# Aeolanthes megalophthalma
Aeolanthes megalophthalma is een vlinder uit de familie van de Lecithoceridae. De wetenschappelijke naam van de soort is voor het eerst geldig gepubliceerd in 1930 door Meyrick.